# Stanislava Chrobáková Repar
Stanislava Chrobáková Repar (rojena Kvapilová), slovaško-slovenska pesnica, pisateljica, esejistka in prevajalka, literarna znanstvenica, urednica in založnica, * 5. maj 1960, Bratislava.

## Življenje
Študirala je filozofijo in estetiko na Univerzi Komenskega v Bratislavi (1984), leta 1995 je doktorirala iz literarne vede na Slovaški akademiji znanosti (SAV) in se leta 2010 habilitirala za izredno profesorico književnosti na Univerzi v Novi Gorici (UNG) v Sloveniji. Na Slovaškem je pred letom 1989 in po njem pomagala vzpostaviti neodvisno pisateljsko platformo, pozneje pa je izstopila iz vseh pisateljskih združenj. Delala je kot raziskovalka  na Filozofski fakulteti Univerze Komenskega in na Inštitutu za slovaško književnost SAV. Od leta 2001 živi v Ljubljani, od leta 2006 ima dvojno državljanstvo, od leta 2009 deluje kot samozaposlena v kulturi pri MK RS. V zadnjih letih (2016-2021) se je selila med Slovaško, Slovenijo in Finsko, trenutno več časa preživi na Slovaškem.
V letih 1982-1991 je bila poročena z arhitektom Ondrejem Chrobákom, v letih 2001-2015 pa s slovenskim filozofom, pesnikom in urednikom Primožem Reparjem. Ima odraslega sina Ondreja.

## Delovanje
V Ljubljani že več kot dve desetletji intenzivno sodeluje z založbo KUD Apokalipsa, konceptualno je prispevala k programom in splošni usmeritvi založbe, zasnovala je zbirko Fraktal kot tudi t. i. Gender-številke znotraj revije Apokalipsa; oba projekta je tudi vodila (2003-2015). Kot zunanja raziskovalka je projektno sodelovala s Filozofsko fakulteto Univerze v Ljubljani, Ministrstvom za kulturo Republike Slovenije. Med letoma 2007 in 2009 je bila zaposlena na Mirovnem inštitutu v Ljubljani kot raziskovalka na mednarodnem projektu »Quality in Gender + Equality Policies«. Med letoma 2009 in 2011 je na UNG predavala teorijo literature in feministično literarno vedo, ki jo je pomagala na univerzi akreditirati, a tudi predmed Pisateljice evropskih literatur, ter vodila diplomantke. Med letoma 2014 in 2015 je bila kot asistentka veleposlanika redno zaposlena na Veleposlaništvu Slovaške v Ljubljani. Je so-ustanoviteljica mednarodnega projekta »Revija v reviji« (2002), Mednarodnega filozofskega simpozija Miklavža Ocepka (2007) in Ženskega odbora Slovenskega centra PEN Mira (2013). Je tudi članica Društva slovenskih pisateljev in Slovenskega centra PEN.
Leta 2016 je bila na razpisu izbrana za glavno urednico literarnega mesečnika Romboid (v letih 1997-2003 je bila njegova odgovorna urednica, do leta 2010 zunanja urednica). Po nesoglasjih z založnikom je leta 2017 ustanovila društvo Fraktál na Slovaškem, januarja 2018 pa tudi literarni četrtletnik Fraktál, ki ga vodi vse od takrat, ureja tudi novonastalo knjižno produkcijo. Pod okriljem društva poteka dvostranski projekt »Fraktály SK/SI« (Bratislava, Nitra, Ružomberok, Liptovský Mikuláš, Maribor, Ljubljana, Koper), prav tako pisateljska srečanja v živo »FRÁKTALive«. Organizacijsko in uredniško je zelo dejavna, sestavlja in ureja številne antologije in izbore iz slovaške in slovenske književnosti doma in v tujini (ZDA, Mehika, Velika Britanija, države višegrajske četverice in nekdanje Jugoslavije itd.). Je tudi prevajalka književnosti, filozofije in humanistike iz slovenščine v slovaščino in obratno.
S. Chrobáková Repar piše poezijo, prozo, eseje in kulturno publicistiko v slovaškem in slovenskem jeziku ter literarnoznanstvene razprave. Je avtorica 30 samostojnih knjig, monografij in obsežnih strokovnih poročil, prevedla je do 30 knjižnih naslovov, predvsem pesniških zbirk, pa tudi romanov, njene revijalne prevodne objave štejejo na stotine besedil in imen. Pripravila je tudi posebno slovensko številko revije Filozofia (FÚ SAV) in obsežne prevodne tematske sklope v literarnih in strokovnih revijah na Slovaškem: Revue svetovej literatúry, Romboid, Fraktál, Acta Kierkegaardiana in Glosolália (v zadnji, poleg drugega, tudi obsežni izbor iz prvih dveh pesniških zbirk Uroša Praha, 2021); prevodi so bili objavljeni tudi v revijah Vlna, Vertigo in drugih. Občasno sodeluje z Radiem Ars (Slovenija) in Radiem Devín (Slovaška), za katera piše literarne oddaje, kritike in eseje. Na podlagi dvojezične avtofikcije Slovenka na kvadrát (2009, druga izdaja 2013 /SI/; 2011 /SK/) je v mednarodni koprodukciji nastala istoimenska kabaretna monodrama (režija N. Upper), za katero je soustvarila scenarij; premierno je bila uprizorjena leta 2013 na gledališkem festivalu ExPonto v Ljubljani in na odru A4 – Zero Space v Bratislavi, uspešno pa je gostovala tudi v tujini.
Literarno ustvarjanje Stanislave Chrobákove Repar se odlikuje s svojo žanrsko in tematsko pretočnostjo, pomensko odprtostjo, decentralizirano (lirsko) protagonistko ter eksistencialno naravnanostjo; vse to v tesnem objemu s feminističnim eksperimentiranjem na oblikovno-jezikovni ravni. Kot je o njeni poeziji zapisala sociologinja Ana Marija Sobočan, avtorica posega na vse tri nivoje literarne semiotike: pogumna je v sintaksi, iznajdljiva v semantiki in igriva v pragmatiki – torej relacijski naravnanosti do bralcev in širšega okolja. V svojih esejističnih delih naslavlja zlasti vprašanja položaja kulture v sodobni družbi, njenih infrastrukturnih primanjkljajev, ter ženske diskurzivnosti v literaturi in kulturi. V poglobljenih interpretacijah ob nenehni navzočnosti filozofske erudicije in interkulturnega dialoga spremlja ustvarjalna prizadevanja svojih kolegic, včasih tudi kolegov. Med drugim tudi, povedano z besedami literarne znanstvenice Katje Mihurko Poniž, vsakodnevno resničnost razgrinja brez olepšav in lepotnih popravkov, z vso ostrino lucidnega opažanja znotraj intelektualnega diskurza. Kljub svoji žanrski raznolikosti je njeno delo izjemno poenoteno, tako estetsko, kot prek osebnostne drže same ustvarjalke (citirano iz utemeljitve za nagrado Mira), pravzaprav »Slovenke na kvadrat«, kot jo je včasih javno označil novinar Janko Petrovec. Z vsemi temi navedenimi značilnostmi se – ob vseh razlikah – bliža naturelu takšnih literarnih osebnosti kot sta Dubravka Ugrešić ali, na Slovaškem, na pol pozabljena Hana Ponická. Skupaj s priseljenskima pisateljicama Lidijo Dimkovsko in Erico Johnson Debeljak nastavlja širokospektralno zrcalo ne le slovenski družbi, ampak tudi vsakemu posamezniku/posameznici v njunih številnih izbirah.
Besedila Stanislave Chrobáková Repar so prevedena v šestnajst jezikov. Na Slovaškem je prejela nagrado Alexandra Matuške za literarno kritiko (1995), nagrado Občestva pisateljev Slovaške (OSS) za najboljšo knjigo leta (2003 – za monografijo o poeziji M. Haugove) in nagrado Literarnega sklada (LF) za najboljši prevod 2019 – za prevod izbora pesmi B. Korun; nominirana je bila tudi za nagrado Bibliotéka 2011 – za pesniško zbirko Tichožitia (la poésie pure, la poésie brute). V Sloveniji je prejela literarno nagrado Mira 2018 – za svoje avtorstvo (zlasti za knjigo esejev, kritik in razprav Iniciacije ali književnost onkraj vidnega) in osebnostno držo. S knjigo esejev Agonija smisla je bila nominirana za nagrado M. Rožanca za najboljšo esejistično knjigo (2016), kot posredovalka med kulturami tudi za mednarodno Pretnarjevo nagrado (2017). Leta 2014 jo je Evropski inštitut za enakost spolov (EIGE) uvrstil med »ženske in moške, ki navdihujejo Evropo«.

### Poezija (izbor)
- Antigony, Ifigénie, Heleny a iné užitočne deje (výber z poézie). Závod : Fraktál, o. z., 2022. ISBN 978-80-973669-2-6
- Rauma Blues. Ljubljana: KUD Apokalipsa, 2018 (COBISS)
- Tieň súvislostí	/ Senca povezav.	Dvojezična izdaja haiku s fotografijami Lada Jakše (v prostih	listih). Bratislava : Renesans, s. r. o. – Maribor : IKD	Mariborska literarna družba (zbirka Locutio), 2017. (SK).	(SI). (COBISS)

- Obešanje na zvon. Ljubljana: KUD Apokalipsa, 2014. (COBISS)
- Echoechoecho. Košice : Európsky dom poézie, 2013. ISBN ISBN	978-80-971048-5-6.
- Tichožitia (la	poésie pure, la poésie brute). Pusté	Úľany : Edition Ryba, 2011. ISBN 978-80-89250-10-3
- Dotakniti se prazne sredine. Ljubljana : KUD Apokalipsa, 2010. (COBISS)
- Nahá v tŕní.	Levoča	:	Modrý Peter, 2006. ISBN 80-85515-68-7
- Na hranici	jazyka.	Námestovo	:	Solitudo, 2000.  ISBN 80-85705-22-2
- Zo spoločnej	zimy.	Levoča	:	Modrý Peter, 1994. ISBN 80-85515-16-4

### Proza (izbor)
- Balans (O	bytí a nebytí v živej kultúre).	Bratislava : Literárne informačné centrum, 2020.[9]
- Slovenka na	kvadrát.	Bratislava : Vlna – Drewo a srd, 2011.(COBISS).
- Slovenka	na kvadrat.	Ljubljana : KUD Apokalipsa, 2009; 2. dopolnjena izdaja 2013.	(COBISS)	)
- Anjelské	utópie.	Košice	:	Tichá voda, 2001. ISBN 80-88849-01-2
- Krutokradma.	Banská	Bystrica :	Drewo a srd, 1997. ISBN 80-967760-3-7

### Drame, scenariji (izbor)
- Hnoj je zlato a	zlato je hnoj. Srečko Kosovel – znepokojujúca istota slovinskej	poézie. Scenarij	za radijsko oddajo »Zóna poézie«. RTVS Košice. Premiera:	december 2019.
- Slovenka na	kvadrat;	reality kabaret show. Gledališka avtorska priredba istoimenske	proze, uprizorjena v mednarodni koprodukciji ŠKUC Ljubljana in OZ	AEON Bratislava. Premiera: Ljubljana :  Cankarjev dom (festival Ex	Ponto) – Bratislava : A4 – Nultý priestor, 2013.[10]
- Off-Beat Poetry.	Gledališka literarno-plesna predstava (ob prvi podelitvi literarne	nagrade Mira). Koncept, pesniški libreto, režijsko vodenje:	Stanislava Repar. Ples in koreografija (Off-Beat): Milan Tomášik. Interpretacija (Poetry):	Ana Hribar. Premiera: Ljubljana, Cankarjev dom, november 2013.
- Oheň v ústach.	Ozveny poézie v dnešnom svete; Dane Zajc a Slovinsko. Radijski	scenarij (fičer). RTVS Košice. Premiera: 3. 2. 2012.[11]
- Mlčať,	hovoriť, mlčať. Dva príbehy, jedna literatúra, jedna generácia:	Svetlana Makarovič, Breda Smolnikar – a Slovinsko. Radijski	scenarij (fičer). RTVS Košice. Premiera: 30. 9. 2011.
- Nietzscheho	paradoxy v literatúre. Román Alamut Vladimira Bartola –	literárny inotaj alebo filozofická metafora? Radijski	scenarij (fičer). RTVS Košice. Premiera: 14. 10. 2011.
- Tesna maska	ženske.	Literarna oddaja o poeziji in s poezijo slovaške pesnice Mile	Haugove. RTV Slovenija, program Ars. Premiera: 2008.

### Znanstvene monografije, strokovne publikacije in zbirke esejev (izbor)
- DiaGnóza L.	Cesta	okolo hlavy – básňou & Kníhkolotoč. Bratislava : Fraktál,	o. z., 2020.[12]
- Bielym	atramentom: feministická literárna kritika a gynokritika.	Bratislava	: Aspekt, 2019 ISBN 978-80-8151-079-3
- Iniciacije	ali književnost onkraj vidnega. Subverzivna	premišljevanja o ustvarjanju žensk in reprezentacijah ženske	diskurzivnosti v literaturi. Závod : Fraktál, o. z., 2018 .(COBISS)
- Agonija	smisla. Premišljevanja	o civilizaciji bogatih barbarov, propadu (med)kulturnih izbir,	feminističnem oplajanju – in vztrajanju. Ljubljana : KUD	Apokalipsa, 2015. (COBISS)
- Existenciály I.	Kniha	rozhovorov s osobnosťami (nielen) slovenského (nielen) literárneho	života.	Pezinok	: Renesans, s. r. o., 2014. ISBN	978-80-89402-76-2
- Úzkosť	dokorán. Nové	čítanie poézie Viery Prokešovej.	Znanstvena	monografija (posvečena slovaški pesnici Vieri Prokešovi ter	novemu branju njene poezije). Bratislava : Literárne informačné	centrum, 2012. ISBN	978-80-8119-066-7
- Quality in Gender + Equality Policies. Series of LARG Country reports: Slovak	Republic. Gender	equality generally, Non-employment, Intimate citizenship, and	Gender-based violence. Ljubljana : Peace Institute (QUING project), 2008.[13]
- Ohnisko reči	alebo mlčanlivá hĺbka horizontu. Úvahy	a štúdie (nielen) o jazykoch poézie. Interdisciplinarna	znanstvena monografija. Bratislava : Kalligram, 2007. ISBN	80-7149-907-2.
- Mila Haugová	(Alfa).	Znanstvena monografija (o poeziji slovaške pesnice Mile Haugove ter	pesniški hermenevtiki). Bratislava : Kalligram, 2002.	(COBISS)

### Antologije in zborniki z uvrstitvijo (izbor)
- Mladý	měsíc.	Antologija	poezije slovenskih pesnic v originalu in češkem prevodu. Praga: FF	Karlove univerze, 2018.
- Ovo nije	dom.	Antologija 51 pesnic-migrantk na območju bivše Jugoslavije. Novi	Sad: Rekonstrukcija ženski fond i IC Bulevar, 2018.
- Reibeisen	– revija. Posebna številka 33 predstavlja 15 literarnih	ustvarjalk iz Slovenije. Kapfenberg: Europa Literaturkreis	Kapfenberg,	2016.
- Iz jezika v	jezik. Antologija	sodobne manjšinske in priseljenske književnosti v Sloveniji.	Ljubljana	: Društvo slovenskih pisateljev, 2014.[14]
- Ako sa číta	báseň. Dvadsaťsedem	autorských interpretácií (avtorske samo-interpretacije). Levoča	: Modrý Peter 2013.[15]
- Atlas evropske	lirike. Banja	Luka : Savez nacionalnih manina Republike Srpske – Udruženje	književnika Srpske, 2013.[16]
- A	Megaphone: Some Enacments, Some Numbers, and Some Essays about the	Continued Usefulness of Crotchless-pants-and-a-machine-gun Feminism.	Feministična premišljevanja. Ur. Juliana Spahr, Staphanie Young in	kol. Oakland – Philadelphia, ChainLinks, 2011.[17]
- Belo lebdenje	med nama. Antologija	literarnih branj v Trstu.	/ Bianco levitare tra noi due. Antologia	di letture poetiche a Trieste (dvojezična izdaja).	Ljubljana	: KUD Apokalipsa – Gruppo 85 Trieste, 2011.
- Marsipaania.	Slovenialaista nykyrunoutta. Helsinki	: Mansarda, 2009.
- Savremena	slovenačka poezija (Ludilo singulariteta).	Belo Polje (Črna Gora): Kulturni forum, 2008.
- Antología de la	Poesía Eslovaca Contemporánea. Guadalajara	: Lá Zonámbula, 2008.
- Iz veka v vek.	Slovackaja	poezija XX-XXI. Ur.	S. N. Glovjuk, J. Kalnický. Moskva : Pranat, 2006.
- Antológia	súčasnej slovenskej poézie. Ur.	Peter Milčák. Varšava : Instytut Slawistyki Zachodniej i	Południowej, Uniwersytet Warszawski, 2006.
- Antologia	della poesia slovacca contemporanea. Ur.	Pavol Koprda. Fasano : Schena Editore, 2003.
- Les jeux	charmants de l´aristocratie. Anthologie	de la poésie slovaque contemporare. Ur.	Peter Milčák. Levoča : Modrý Peter, 1996.[18]
- Not Waiting for	Miracles; Seventeen Contemporary Slovak Poets. Ur.	Peter Milčák. Levoča : Modrý Peter, 1993.
- Druhý dych.	Zbornik	poezije. Ur. Jozef Čertík, Vojtech Kondrót. Bratislava : Smena,	1985.

### Knjižni prevodi avtorskih del v tuje jezike
- Iz skupne zime.	Banja Luka : Udruženje književnika Srpske, 2011.	(COBISS)
- Iz skupne zime.	Ljubljana : Društvo Apokalipsa, 2006. (COBISS)
- Angelske utopije	(izbor).	Ljubljana : Društvo Apokalipsa, 2003. (COBISS)

### Avtorski knjižni prevodi (izbor)
- Barbara Korun:	Prídem	hneď a iné básne. Prevod	iz slovenščine v slovaščino. Kordíky : Skalná ruža, 2018.	(COBISS)
- Primož Repar:	Chcieť	nemožné alebo Skandalon	rozhodnutia.	Štyri štúdie o Kierkegaardovi.	Prevod iz slovenščine v slovaščino (skupaj s H. Tkáčovo in M.	Valčem). Prešov: Vydavateľstvo Michala Vaška, 2016. 	(COBISS)
- Štefan Strážay:	Interier	in druge pesmi. Prevod	iz slovaščine v slovenščino (skupaj s A. Pleterskim). Ljubljana	: KUD Apokalipsa, 2015.	 (COBISS)
- Maja Vidmar: Izby	a iné básne. Prevod	iz slovenščine v slovaščino. Bratislava – Ljubljana :	Literárna nadácia Studňa – JSKD RS, 2015. 	(SK).	(COBISS)
- Ivan Kadlečík:	Mati	vseh besed /	Matka všetkých slov (izbor).	Daniel Hevier: Luna	na niti /	Na niti mesiac.	Daniela Bojnanská: Tri	sonca /	Tri slnká.	Prevodi iz slovaščine v slovenščino, zadnji naslov skupaj s P.	Reparjem. Stanislava Chrobáková Repar: Fabrika	porcelana /	Fabrika na porcelán.	Prevod iz slovaščine v slovenščini in vice versa. Primož Repar,	ur.: Breskvini	popki /	Broskyňové puky /	Peach	Buds /	Pupeny broskví /	Muguri de piersic /	Pfirsichblüten (Mala	antologija slovenskega haikuja / Krátka antológia slovinského	haiku / Short Slovenian Haiku Anthology). Prevod iz slovenščine v	slovaščino. Večjezična izdaja haiku-kompleta (5 zbirk).	Ljubljana : KUD Apokalipsa, 2014.	(COBISS) (COBISS)
- Krátka	antológia súčasného filozofického myslenia v Slovinsku:	Cvetka Hadžet Tóth, Miklavž Ocepek, Alenka Zupančič, Slavoj	Žižek, Dean Komel, Primož Repar. Prevod iz slovenščine v	slovaščino.	Filozofia (Filozofski	inštitut Slovaške akademije znanosti), let. 67 (2012), št. 8,	str. 613-704. ISSN 0046-385X.[19]
- Srečko Kosovel:	Zelený	papagáj /	Zeleni papagaj.	Izbor poezije; dvojezična izdaja. Bratislava – Ljubljana : Drewo	a srd, OZ Vlna – KUD Apokalipsa, 2012. 	(SK).	 (COBISS)
- Breda Smolnikar: Ko	se tam gori olistajo breze / Keď	sa hore zazelenajú brezy.	Prevod iz slovenščine v slovaščino. Bratislava : Kalligram,	2011. (COBISS)
- Erik Jakub Groch:	Druga	naivnost : zbrane in nove pesmi in zgodbe.	Prevod iz slovaščine v slovenčino (skupaj s Z. Triglavom).	Ljubljana : Društvo Apokalipsa, 2009. (COBISS)
- Suzana Tratnik:	Volám	sa Damián.	Prevod iz slovenščine v slovaščino. Bratislava : Literárne	informačné centrum (100 slovanskih romanov), 2008.	(COBISS)
- Ján Ondruš:	Kretnja	s cvetom in V stanju žolča.	Prevod iz slovaščine v slovenščino (v sodelovanju s prevajalcem	A. Rozmanom). Ljubljana : Društvo Apokalipsa, 2008.	(COBISS)
- Meta Kušar:	Ľubľana.	Prevod iz slovenščine v slovaščino. Bratislava : Ars Poetica,	2008. 	(COBISS)
- Balla:	Dvosamljenost.	Izbor kratkih zgodb. Prevod iz slovaščine v slovenščino (v	sodelovanju s prevajalko Š. Šramel). Ljubljana : Društvo	Apokalipsa, 2005. (COBISS)
- Vladimir Bartol:	Alamut.	Prevod iz slovenščine v slovaščino. Bratislava : Slovart, 2004.	(COBISS)
- Primož Repar:	Krehké	pavučiny.	Izbor pesmi. Prevod iz slovenščine v slovaščino. Bratislava :	Drewo a srd, 2003.	(COBISS)